# 韋倫貝格山
46°53′14″N 8°24′15″E / 46.88717°N 8.40420°E
韋倫貝格山（德語：Wellenberg），是瑞士的山峰，位於該國中部，由下瓦爾登州負責管轄，屬於阿爾卑斯山的一部分，海拔高度1,341米，山體由泥灰岩組成。